# Atokit
Atokit ist ein sehr selten vorkommendes Mineral aus der Mineralklasse der „Elemente“ mit der idealisierten chemischen Zusammensetzung Pd3Sn und damit eine natürliche Legierung aus Palladium und Zinn im Stoffmengenverhältnis 3 : 1. Atokit bildet mit Rustenburgit (Pt3Sn) eine Mischkristallreihe, bei der Palladium und Platin sich gegenseitig vertreten können. Entsprechend ist in natürlichen Atokit-Mineralproben fast immer ein Teil des Palladiums durch Platin ersetzt (substituiert). Daher wird die Formel allgemein auch mit (Pd,Pt)3Sn angegeben.
Atokit kristallisiert mit kubischer Symmetrie und entwickelt bis zu 100 μm große Körner von zinnweißer Farbe mit einem metallischen Glanz auf den Oberflächen.

## Etymologie und Geschichte
Das Mineral wurde erstmals zusammen mit Rustenburgit in der Atok Mine im Merensky Reef in der Provinz Nordwest in Südafrika gefunden. Die Erstbeschreibung erfolgte 1975 durch P. Mihálik, S. A. Hiemstra und J. P. R. de Villiers, die das Mineral nach dessen Typlokalität benannten.

## Klassifikation
Die strukturelle Klassifikation der International Mineralogical Association (IMA) zählt den Atokit zur Gruppe der nicht stöchiometrischen Einfachperowskite mit unbesetzter B-Position in der Perowskit-Supergruppe. Hier bildet er zusammen mit Auricuprid, Tomamaeit, Awaruit, Olgafrankit, Sidorovit, Chengdeit, Isoferroplatin, Rustenburgit, Yixunit und Zvyagintsevit die Auricuprid-Untergruppe.
In der veralteten 8. Auflage der Mineralsystematik nach Strunz war der Atokit noch nicht aufgeführt.
In der zuletzt 2018 überarbeiteten Lapis-Systematik nach Stefan Weiß, die formal auf der alten Systematik von Karl Hugo Strunz in der 8. Auflage basiert, erhielt das Mineral die System- und Mineralnummer I/A.16-020. Dies entspricht der Klasse der „Elemente“ und dort der Abteilung „Metalle und intermetallische Verbindungen“, wo Atokit zusammen mit Niggliit, Norilskit, Palarstanid, Plumbopalladinit, Rustenburgit, Stannopalladinit und Zvyagintsevit eine unbenannte Gruppe mit der Systemnummer I/A.16 bildet.
Die von der IMA zuletzt 2009 aktualisierte 9. Auflage der Strunz’schen Mineralsystematik ordnet den Rustenburgit ebenfalls in die Abteilung „Metalle und intermetallische Verbindungen“ ein. Diese ist weiter unterteilt nach den in der Verbindung vorherrschenden Metallen, die entsprechend ihrer verwandten Eigenschaften in Metallfamilien eingeteilt wurden. Hier ist das Mineral entsprechend seiner Zusammensetzung in der Unterabteilung „PGE-Metall-Legierungen“ zu finden, wo es zusammen mit Rustenburgit und Zvyagintsevit die „Zvyagintsevit-Gruppe“ mit der Systemnummer 1.AG.10 bildet.
In der vorwiegend im englischen Sprachraum gebräuchlichen Systematik der Minerale nach Dana hat Atokit die System- und Mineralnummer 01.02.05.03. Das entspricht der Klasse der „Elemente“ und dort der Abteilung „Elemente“. Hier findet er sich innerhalb der Unterabteilung „Elemente: Platingruppenmetalle und -legierungen“ in der „Isoferroplatingruppe (Raumgruppe Pm3m)“, in der auch Isoferroplatin, Rustenburgit, Zvyagintsevit, Chengdeit und Yixunit eingeordnet sind.

## Chemismus
Atokit ist eine intermetallische Verbindung mit der Endgliedzusammensetzung [12]Sn[6]☐Pd3.
Atokit bildet eine lückenlose Mischkristallreihe mit Rustenburgit (Pt3Sn). Die Mikrosondenanalyse am Typmaterial aus dem Merensky Reef ergab eine durchschnittliche Zusammensetzung von 43,74 % Platin (Pt), 38,35 % Palladium und 18,65 % Zinn (Sn). Aus den Daten wurde die empirische Zusammensetzung (Pd1,94Pt1,21)Sn0,85 abgeleitet und zu (Pd,Pt)3Sn vereinfacht.

## Kristallstruktur
Atokit kristallisiert mit kubischer Symmetrie der Raumgruppe Fm3m (Raumgruppen-Nr. 225) und dem Gitterparameter a = 3,991 Å sowie vier Formeleinheiten pro Elementarzelle in der Struktur von Perowskit. Zinn (Sn) besetzt die A-Position, wo es von 12 Palladium-Atomen (Pd) auf der Anionenposition (X) umgeben ist. Die oktaedrisch koordinierte B-Position ist unbesetzt.

## Bildung und Fundorte
Atokit bildet sich in Platinmetall-Konzentraten. Je nach Fundort können neben Rustenburgit noch verschiedene Platintelluride oder Keithconnit und Palladoarsenid als Begleitminerale auftreten.
Von dem selten vorkommenden Mineral sind derzeit (Stand 2025) 49 Fundorte dokumentiert. Neben seiner Typlokalität Atok-Mine und weiteren Funden in verschiedenen Gruben im Bushveld-Komplex in der Provinz Limpopo trat das Mineral in Südafrika noch in der Platin-Mine Impala im Bezirk Rustenburg in der Provinz Nordwest auf. Daneben fand es sich noch in der Hartley-Mine nahe Chiredzi (Provinz Masvingo) im nördlich von Südafrika gelegenen Staat Simbabwe.
Innerhalb von Europa ist bisher nur eine Platinmetall-Seife am Fluss Miessijoki im finnischen Teil Lapplands sowie mehrere Edelmetall-Lagerstätten im europäischen Teil Russlands, genauer auf der Halbinsel Kola in der Oblast Murmansk und in der Republik Karelien im Föderationskreis Nordwestrussland bekannt.
Weitere bekannte Fundorte liegen unter anderem in der kanadischen Provinz Ontario, im Kreis Midu in der chinesischen Provinz Yunnan, in den Republiken Burjatien und Sacha (Jakutien) im Föderationskreis Ferner Osten sowie in Irkutsk und Krasnojarsk im Föderationskreis Sibirien in Russland und im Stillwater-Komplex im US-Bundesstaat Montana.